# Біломорська (станція метро)
55°51′57″ пн. ш. 37°28′35″ сх. д. / 55.86583° пн. ш. 37.47639° сх. д.
«Біломорська» (рос. Беломорская) — станція Замоскворіцької лінії Московського метрополітену. Відкрита 20 грудня 2018 року на діючій дільниці Річковий вокзал — Ховрино.

## Технічна характеристика
Конструкція станції — колонна двопрогінна мілкого закладення з однією прямою острівною платформою (глибина закладення — 25 м). Довжина платформи — 163 м, ширина — 10 м.

## Колійний розвиток
Станція без колійного розвитку.

## Пересадки
- Автобуси: 65, 90, 138, 173, 199, 270, 338, 400, 451, 739, 851, т58

## Оздоблення
Основними кольорами на станції є відтінки зеленого, темно-синій і білий, які символізують море, нічне небо і сніг відповідно. Колони і стіни станції «Біломорська» оздоблені білим мармуром Полоцького родовища. У ніші з лавами, які розташуються уздовж стін між деякими з колон в центрі станційного залу, встановлено декілька панно із зображеннями Соловецького монастиря, ансамблю Кижі і північних пейзажів. Підлога станційної платформи оздоблена сірим сибірським гранітом, підвісна стеля станції має колір морської хвилі. Назва станції на колійних стінах розташована на смузі зеленого кольору, вище якої розташується темно-синє оздоблення, нижче — біла.
В оздобленні фасадів наземних споруд станції використано зелений колір. Внутрішнє оздоблення вестибюля виконано білим мармуром, розведеним смугами зеленого уральського серпентиніту. Світлодіодні стрічки на темно-синій стелі вестибюля створюють ефект північного сяйва.